# Xã Stannard, Michigan
Xã Stannard (tiếng Anh: Stannard Township) là một xã thuộc quận Ontonagon, tiểu bang Michigan, Hoa Kỳ. Năm 2010, dân số của xã này là 790 người.